# Nicolai församling
Nicolai församling var en församling  i  Göteborgs stift och i nuvarande Kungälvs kommun. Församlingen uppgick på 1500-talet i Kongahälla församling (nuvarande Kungälvs församling).

## Administrativ historik
Församlingen bildades på 1300-talet genom en utbrytning ur Kongahälla församling (då kallad Maria församling), Församlingen uppgick på 1500-talet i Kongahälla församling.